# 田中二十三
田中 二十三（たなか にじゅうさん）は、日本のファンタジー作家。関東地方出身。

## 経歴
2011年からインターネットに小説投稿を始め、アルファポリスが2012年9月に開催した「第5回ファンタジー小説大賞」に小説投稿サイト「小説家になろう」に同年2月12日から投稿していた作品『物語の中の人』が受賞し、2013年に書籍化されデビュー。同作は3巻まで発売されるが4巻以降は発売されていない。1巻の発売後に同作の「小説家になろう」掲載分は非公開になる。
「小説家になろう」に2011年12月19日から投稿されている『魔法使いと風精霊』も2013年に書籍化されるが2巻以降は発売されておらずウェブ掲載も同年8日11日を最後に更新されていない。同作は外伝が2012年2月6日から「小説家になろう」に掲載されているが2012年5月15日を最後に更新されていない。
田中は2014年6月に『物語の中の人3』を発表して以降現在まで小説家としての活動はなく、「小説家になろう」も2013年11月2日に活動報告をしたのを最後に現在まで更新されていない。

## 著作リスト
- 「物語の中の人」(アルファポリス、挿絵：オンダカツキ)
  - 初版(2013年7月、ISBN 978-4-434-18151-1)
- 「物語の中の人２」(アルファポリス、挿絵：オンダカツキ)
  - 初版(2013年11月、ISBN 978-4-434-18602-8)
- 「物語の中の人３」(アルファポリス、挿絵：オンダカツキ)
  - 初版(2014年6月、ISBN 978-4-434-19412-2)
- 「魔法使いと風精霊」(フェザー文庫、挿絵：大倉ほにか)
  - 初版(2013年8月、ISBN 978-4-906-87822-2)